# Danza de espejos
Danza de espejos (Mirror Dance) es una novela de ciencia ficción del subgénero conocido como ópera espacial, perteneciente a la Serie de Miles Vorkosigan, de la escritora estadounidense Lois McMaster Bujold.
La novela fue galardonada con los premios Hugo y Locus en 1995, siendo el tercer premio Hugo de novela que consigue la autora en cinco años.

## Argumento
El protagonista central de esta novela no es Miles Vorkosigan, sino su hermano clon Mark, que fue fabricado y deformado artificialmente para sustituir a Miles para poder matar así a su padre (hechos narrados en otro relato de la serie llamado Hermanos de armas).
Mark decide suplantar a Miles en su personalidad de Almirante Naismith, y con su flota de mercenarios piensa atacar el laboratorio donde fue creado y liberar a los otros clones, demostrando así que Miles no es el único de la familia capaz de ser un héroe. El plan fracasa y Miles debe acudir en ayuda de un hermano que sólo conoce como posible asesino.
| Precedido por:         | Serie:                    | Seguido por: |
| ---------------------- | ------------------------- | ------------ |
| Fronteras del infinito | Serie de Miles Vorkosigan | Recuerdos    |